# بایقونیر
بایقونیر (به قزاقی: Baikonyr) یک رود در قزاقستان است که در حوضه شالکارتنیز واقع شده‌است.